# Anna Molga
Anna Molga (ur. 1 sierpnia 1956 w Gdańsku) – polska malarka, ilustratorka, scenografka i kostiumolożka pochodzenia żydowskiego, laureatka Nagrody Prezydenta Miasta Gdańska w Dziedzinie Kultury.

## Życiorys
Jest córką ocalałej z warszawskiego getta malarki i projektantki Ireny z Grossbaumów i rzeźbiarza Edwarda Molgi, absolwentów III Liceum Ogólnokształcącego w Gdańsku, tzw. Topolówki, które i ona ukończyła. Studiowała na Wydziale Grafiki Wyższej Szkoły Sztuk Plastycznych w Gdańsku. Studia ukończyła w pracowni w Akademii Sztuk Pięknych w Poznaniu w 1982.
Zajmuje się malarstwem, rysunkiem, ilustracją książkową, scenografią i aranżacją przestrzenną.
Współpracowała z Teatrem Miejskim w Gdyni, Zielonym Wiatrakiem oraz Gdańskim Archipelagiem Kultury. Projektowała scenografię i kostiumy do spektakli w Teatrze Muzycznym w Gdyni, w Operze Bałtyckiej, w Teatrze Atelier w Sopocie, w Teatrze "Miniatura". Zaprojektowała przestrzeń koncertu I. Pogorelicha w Operze Leśnej. Przygotowała ilustracje do animowanego filmu Voodoo – Lady Dominga (2013) oraz kostiumy i scenografię do filmu A. Dudzińskiego Żadnego prawa nie złamałem (2014).
Malarstwo prezentowała w foyer Opery Bałtyckiej (2000), w Teatrze na Plaży i Galerii STS w Sopocie (2004), w Galerii Mariackiej w Gdańsku (2006), w Druskiennikach na Litwie (2010). Brała udział w wystawie "Płaszczyzna i przestrzeń. Rzecz o scenografach Wybrzeża" (1998) w Pałacu Opatów (Oddział Sztuki Nowoczesnej Muzeum Narodowego w Gdańsku).
Zasłynęła cyklem prac inspirowanych limerykami Wisławy Szymborskiej, zaprezentowanym na wystawie "Focus Szymborska" w Beletage Galerie w Berlinie. Była ceniona za aranżacje wystaw z okazji 50 lat istnienia Opery Bałtyckiej (1999) i "Ogrody Europy – wokół Parku Oliwskiego" (2000) oraz za wielkoformatową instalację prezentującą gdańskie legendy na Jarmarku Dominikańskim (2010).
Zaprojektowała okładki do polskich wydań książek Rolanda Topora, pocztówki dla Amnesty International, afisze i plakaty kolejnych edycji Ogólnopolskiego Festiwalu Sztuk Autorskich WINDOWISKO oraz Festiwalu Kultury Żydowskiej ZBLIŻENIA. Wydała bogato ilustrowaną, dowcipną książkę kucharską Wyrodna matka radzi dedykowaną synowi Pawłowi, kiedy wyjechał na studia do Szkocji.
Od 2016 aranżuje ogrodową przestrzeń, tworząc piętrowe wielokolorowe kompozycje.